# Thomas Haag
Thomas Haag (* 27. Januar 1995) ist ein Schweizer Unihockeyspieler. Er steht beim Nationalliga-A-Vertreter HC Rychenberg Winterthur unter Vertrag.

## Karriere

### HC Rychenberg Winterthur
Haag begann seine Karriere beim HC Rychenberg Winterthur. 2016 debütierte er unter Rolf Kern in der ersten Mannschaft des HCR. Während der restlichen Saison stand er weitere sieben Mal im Kader der ersten Mannschaft. Dabei konnte sich der grossgewachsene Verteidiger einen Assist gutschreiben lassen.
Am Ende der Saison gab der HCR bekannt, dass Haag in der kommenden Saison definitiv dem Kader der ersten Mannschaft angehören wird.